# Roger Van Gool
Roger Van Gool (* 1. června 1950, Nieuwmoer) je bývalý belgický fotbalista, útočník. V roce 1976 se stal prvním hráčem v historii, za jehož přestup německý klub zaplatil 1 milion marek. 

## Fotbalová kariéra
Začínal v týmu Royal Antwerp FC. Dále hrál belgickou ligu za tým Club Brugge KV, se kterým získal v roce 1976 mistrovský titul. Dále hrál v bundeslize za 1. FC Köln, nastoupil v 96 ligových utkáních, dal 28 gólů a v roce 1978 vyhrál s týmem bundesligu a v letech 1977 a 1978 německý fotbalový pohár. Dále hrál za anglickou nejvyšší soutěž za Coventry City FC,  belgickou ligu za Royal Antwerp FC, druhou francouzskou ligu za Nîmes Olympique a belgickou ligu za K. Sint-Niklase S.K.E. V Poháru mistrů evropských zemí nastoupil v 7 utkáních a dal 3 góly, v Poháru vítězů pohárů ve 2 utkáních a Poháru UEFA nastoupil v 19 utkáních a dal 1 gól. Za belgickou reprezentaci nastoupil v letech 1975-1978 v 7 utkáních a dal 2 góly. 

## Ligová bilance
| Ročník                                 | Zápasy | Góly | Klub                   |
| -------------------------------------- | ------ | ---- | ---------------------- |
| 1. belgická liga 1967/1968             | 3      | 0    | Royal Antwerp FC       |
| 2. belgická liga 1968/1969             | 14     | 0    | Royal Antwerp FC       |
| 2. belgická liga 1969/1970             | 3      | 0    | Royal Antwerp FC       |
| 1. belgická liga 1970/1971             | 25     | 2    | Royal Antwerp FC       |
| 1. belgická liga 1971/1972             | 26     | 1    | Royal Antwerp FC       |
| 1. belgická liga 1972/1973             | 30     | 12   | Royal Antwerp FC       |
| 1. belgická liga 1973/1974             | 27     | 5    | Royal Antwerp FC       |
| 1. belgická liga 1974/1975             | 32     | 9    | Club Brugge KV         |
| 1. belgická liga 1975/1976             | 36     | 14   | Club Brugge KV         |
| Německá fotbalová Bundesliga 1976/1977 | 32     | 10   | 1. FC Köln             |
| Německá fotbalová Bundesliga 1977/1978 | 32     | 12   | 1. FC Köln             |
| Německá fotbalová Bundesliga 1978/1979 | 30     | 6    | 1. FC Köln             |
| Německá fotbalová Bundesliga 1979/1980 | 2      | 0    | 1. FC Köln             |
| Premier League 1979/1980               | 8      | 0    | Coventry City FC       |
| Premier League 1980/1981               | 9      | 0    | Coventry City FC       |
| 1. belgická liga 1981/1982             | 20     | 0    | Royal Antwerp FC       |
| Ligue 2 1982/1983                      | 24     | 9    | Nîmes Olympique        |
| 1. belgická liga 1984/1985             | 10     | 0    | K. Sint-Niklase S.K.E. |
| CELKEM Německá fotbalová Bundesliga    | 96     | 28   |                        |
| CELKEM Premier League                  | 17     | 0    |                        |
| CELKEM 1. belgická liga                | 209    | 43   |                        |